# Eugenio Casagrande
Pour les articles homonymes, voir Casagrande.
Eugenio Casagrande comte di Villaviera (Rome, 3 septembre 1892 - Venise, 1er décembre 1957) est un pionnier de l'aviation italienne 

## Biographie
Eugenio Casagrande élève à  l'Accademia Navale di Livorno (1911-1914) est nommé guardiamarina en 1914. Passé à l'aviation, en tant que lieutenant de vaisseau  avec son hydravion, il a accompli 16 missions de répérages des lignes ennemies au cours de l'été 1918. Ces missions lui valent la médaille d'or et le titre de  Comte de Villaviera.
Il participe avec  Gabriele D'Annunzio à l'Entreprise de Fiume. 
En 1923 il rejoint de nouveau l'aéronautique où il obtient le grade Général de brigade aérienne.
En 1925, il effectue une tentavive de traversée océanique du sud Atlantique.
Il est élu député au parlement lors de la XXVIIe législature pour la circonscription du  Latium et de l'Ombrie.

## Récompenses et distinctions

Médaille d'or de la valeur militaire[3].
Médaille d'argent de la valeur militaire
Médaille de bronze de la valeur militaire[4].